# Placosoma glabellum
Placosoma glabellum là một loài thằn lằn trong họ Gymnophthalmidae. Loài này được Peters mô tả khoa học đầu tiên năm 1870.